# Carmina Burana

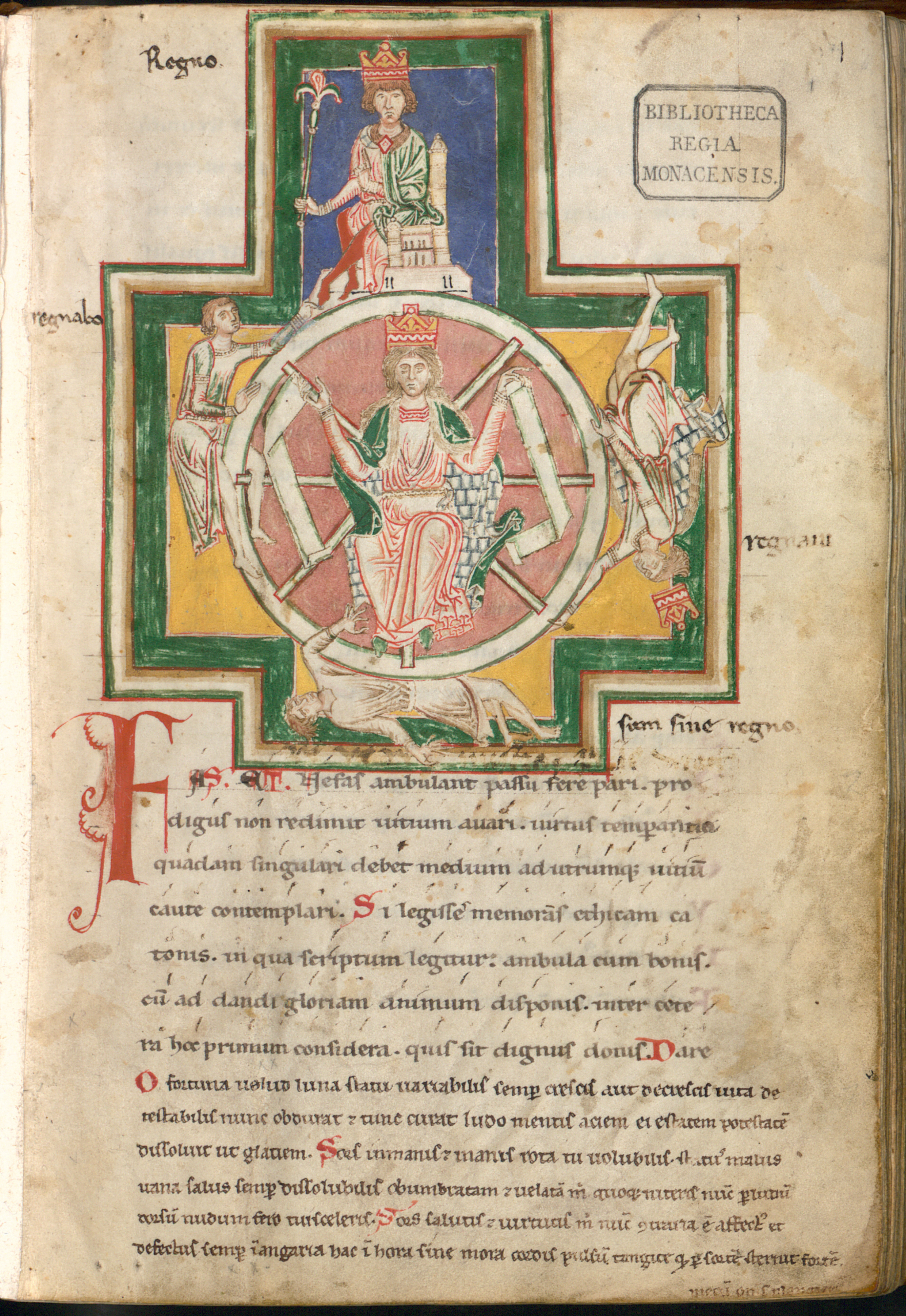
Códex buranus (Cármina burana)

Los Carmina Burana (pronunciado /karmina/), también conocidos como Códex Buranus o los cánticos (del monasterio) de Beuern, son una colección de cantos goliardos de los siglos xii y xiii, reunidos en el manuscrito encontrado en Benediktbeuern (Bura, en latín), Alemania, en el siglo xix y que se hicieron conocidos por la cantata homónima, obra del compositor alemán Carl Orff.

## Origen
Carmina burana es el título en latín de una colección de cantos de los siglos XII y XIII que se han conservado en un único códice, encontrado en 1803 por Johann Christoph von Aretin, publicista, historiador, bibliotecario y abogado alemán, en la abadía de Bura Sancti Benedicti (Abadía de Benediktbeuern) en Baviera, Alemania, y que en el transcurso de la secularización o desamortización llegaron a la Biblioteca Estatal de Baviera en Múnich. Johann Andreas Schmeller, lingüista y germanista alemán, fue quien dio el título Carmina Burana al conjunto de manuscritos en 1847, y el jurista alemán Michel Hofmann, director de los Archivos Estatales de Würzburgo, ayudó a Carl Orff a elegir veinticuatro canciones. Con esta cantata adquirió relevancia mundial a partir de 1937.

### Datación y procedencia
El códice es un manuscrito con ilustraciones policromadas fechado antes del siglo XIII y que agrupa cantos o canciones de diversas procedencias geográficas, compuesto por 112 folios en pergamino, con un conjunto de 228 poemas (más algunos materiales complementarios) que, según se cree, se compilaron hacia 1230 posiblemente en la abadía benedictina de Seckau o en el convento de Neustift, ambos en Austria.

### Autoría y lenguas
La mayor parte de los poemas y canciones parecen, por su estilo disoluto, crítico e irreverente, ser obra de los goliardos, clérigos o estudiantes que llevaban una vida errante y desordenada en una época en que el latín era la lengua franca en toda Italia y en el occidente de Europa para los académicos viajeros, para las universidades y para los teólogos. Sin embargo, la obra no es uniforme, ni temática ni linguísticamente: si bien aparecen textos principalmente en latín medieval (aunque no con metro clásico), una parte de ellos están escritos en antiguo alemán medio y otros con rastros de francés antiguo, incluso algunos de ellos son textos macarrónicos: mezcla de latín y de alemán o de francés vernáculo. . 

### Etimología y pronunciación
Carmina burana significa, en latín, Canciones de Beuern. Carmĕn es poema, canto. Burana es el adjetivo gentilicio que indica la procedencia: de Bura (el nombre latino de Benediktbeuern, un pueblo alemán).

## Contenido

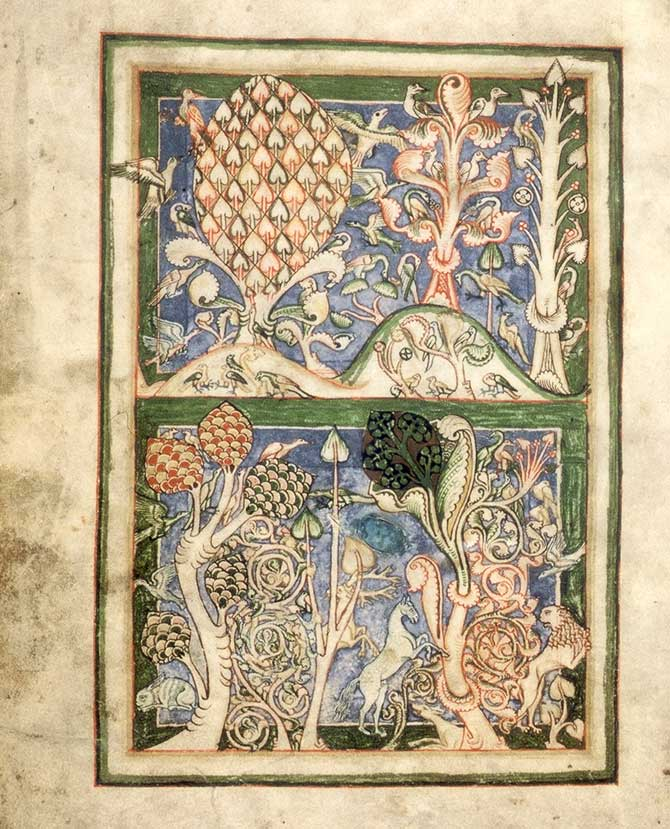
El bosque.

En estos poemas se hace gala del gozo por vivir y del interés por los placeres terrenales, por el amor carnal y por el goce de la naturaleza, y con su crítica satírica a los estamentos sociales y eclesiásticos, dan una visión contrapuesta a la que se desarrolló en los siglos XVIII y segunda parte del XIX acerca de la Edad Media como una «época oscura».
En los Carmina Burana se satirizan y critican todas las clases sociales en general, especialmente las personas que ostentaban el poder en la corona y sobre todo en el clero. Las composiciones más características son las Kontrafakturen, que imitan con su ritmo las letanías del antiguo Evangelio para satirizar la decadencia de la curia romana, o para construir elogios al amor, al juego y, sobre todo, al vino, en la tradición de los carmina potoria. Por otra parte, narran hechos de las cruzadas, así como el rapto de doncellas por caballeros.
Asimismo, se concentra constantemente en exaltar el destino y la suerte, junto con elementos naturales y cotidianos, incluyendo un poema largo con la descripción de varios animales. La importancia de esta serie de textos medievales es que sencillamente es la más grande y antigua colección de versos de carácter laico del medievo, puesto que lo acostumbrado era realizar únicamente obras literarias religiosas.
La colección se encuentra dividida en seis partes:
- Carmina ecclesiastica (canciones sobre temas religiosos).
- Carmina moralia et satirica (cantos morales y satíricos).
- Carmina amatoria (canciones de amor).
- Carmina potoria (contiene obras sobre la bebida, y también parodias).
- Ludi (representaciones religiosas).
- Supplementum (versiones de todas las anteriores, con algunas variaciones).

### Algunos ejemplos de poesías

#### O Fortuna
O Fortuna se refiere a suerte.
O Fortuna es un poema goliardo escrito en latín medieval a principios del siglo XIII que forma parte de la colección conocida como Carmina Burana.
Su actual popularidad se inició con la versión del músico alemán Carl Orff (1936), tocada tanto por grupos de música clásica como por artistas de otros estilos, como el caso de la agrupación Therion en su disco Deggial, o por Enigma en su disco The Screen Behind the Mirror, especialmente en los temas «Gravity of Love» y «Modern Crusaders», y del grupo Era en su disco The Mass y en el tema también titulado «The Mass». Fue usada también en la película de 1981 Excalibur, de John Boorman, basada en la obra de Sir Thomas Malory La muerte de Arturo. Además, una pequeña parte del poema también fue usado en una canción de la banda británica Little Mix «Lightning».
| O Fortuna (en latín) | Traducción |
| --- | --- |
| O Fortuna velut luna, statu variabilis semper crescis aut decrescis vita detestabilis nunc obdurat et tunc curat ludo mentis aciem, egestatem, potestatem dissolvit ut glaciem. Sors immanis et inanis, rota tu volubilis, status malus, vana salus semper dissolubilis, obumbrata et velata michi quoque niteris; nunc per ludum dorsum nudum fero tui sceleris. Sors salutis et virtutis michi nunc contraria, est affectus et defectus semper in angaria. Hac in hora sine mora corde pulsum tangite; quod per sortem sternit fortem, mecum omnes plangite! | Oh Fortuna, como la Luna variable de estado, siempre creces o decreces; Vida detestable ahora oprime después alivia como un juego, a la pobreza y al poder derrites como al hielo. Suerte monstruosa y vacía, tu rueda gira, perverso, la salud es vana siempre se difumina, sombrío y velado también a mí me mortificas; ahora en el juego llevo mi espalda desnuda por tu villanía. La Suerte en la salud y en la virtud está contra mí, me empuja y me lastra, siempre esclavizado. En esta hora, sin tardanza, toca las cuerdas vibrantes, porque la Suerte derriba al fuerte, llorad todos conmigo. |

#### In taberna quando sumus

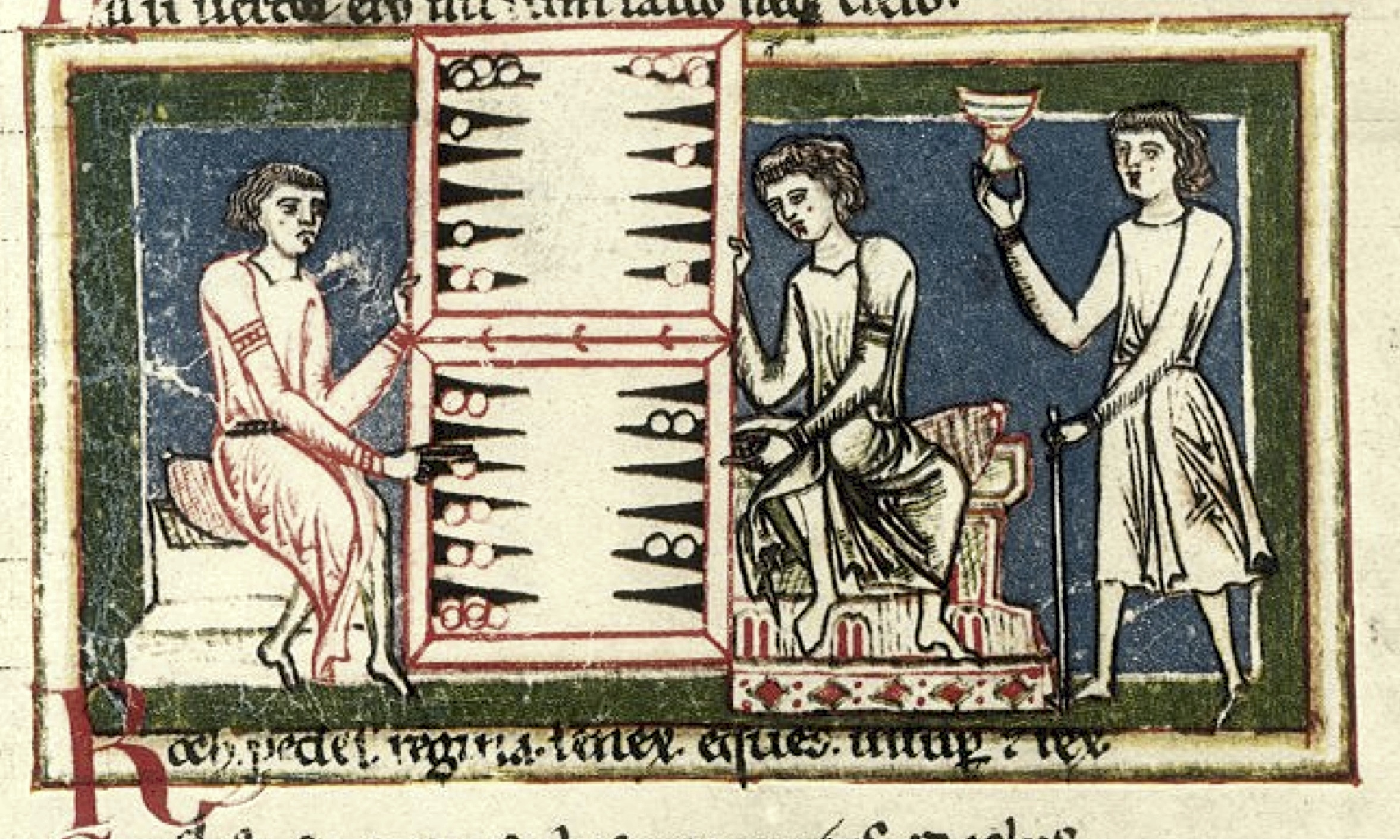
Juego y vino. Ludus duodecim scriptorum, parecido al chaquete.

Otro de los textos más conocidos de los Poemas de Buran es In taberna quando sumus. Este poema de arte menor, probablemente escrito en el siglo XII, está compuesto por octosílabos con rima consonante estructurados en siete estrofas de dos cuartetos pareados. A su vez las seis primeras estrofas están también agrupadas de dos en dos, dejando los dos cuartetos pareados finales a modo de salida o cierre.
La primera estrofa es una captatio, donde el autor se ubica en primera persona en el lugar de la acción, la taberna, y pide atención a la audiencia usando una falacia de causalidad: que si ha de hablar, que sea escuchado. El goliardo además se incluye entre los frecuentadores del espacio y despierta la curiosidad de la audiencia diciendo que va a explicar lo que allí sucede, que es digno de investigar. A renglón seguido describe las tres actividades principales que se dan lugar en la taberna: beber, apostar y realizar actividades licenciosas o desordenadas. Y los tres resultados que obviamente se pueden obtener: enriquecerse, morir o acabar desplumado, pero que gracias al vino ninguno siente temor de la muerte. 
El grueso del poema comienza con una larga enumeración de las personas por las que se brinda y bebe, donde se mezclan todo tipo de gentes y condiciones, para en la segunda parte hacer esta relación menos una lista por puntos y más una relación de opuestos a través del uso de la anáfora (fragmento que se puede ver traducido más abajo). Si bien la hilaridad de la segunda parte es por los contrastes y porque generalizando da la impresión de que todo el mundo bebe, en la enumeración inicial el humor viene dado porque es imposible brindar y beber, por muy santos y puros que sean los motivos, hasta quince veces sin acabar completamente beodo, pero además, es que esa enumeración se puede entender como lineal, pero también como exponencial, algunas traducciones lo traducen como el primer brindis, el segundo brindis, etcétera, y otras como "brindemos tres veces", "brindemos cuatro veces", "brindemos cinco veces", etcétera, habiendo también algunas traducciones que consiguen mantener la ambigüedad.
El poema, tras una última confesión a lo presto que se va el dinero por mucho que sea para quien bebe sin freno, por muy alegremente que se haga, cierra con una amenaza ingeniosa apelando a las sagradas escrituras un tanto blasfema: se usa una referencia bíblica diciendo que aquellos quienes les juzguen (a los que beben, a los que frecuentan las tabernas) no serán contados entre los justos, ya que el último verso («et cum iustis non scribantur») es un eco del salmo 69, 28 de la Vulgata, que dice: «Deleantur de libro viventium et cum iustis non scribantur»: «Que sean borrados de libro de la vida y no sean inscritos con los justos».
| In taberna quando sumus (en latín) | Traducción |
| --- | --- |
| (...)Bibit hera, bibit herus Bibit miles, bibit clerus bibit ille, bibit illa Bibit servus cum ancilla Bibit velox, bibit piger Bibit albus, bibit niger Bibit constans, bibit vagus Bibit rudis, bibit magus Bibit pauper et egrotus Bibit exul et ignotus Bibit puer, bibit canus Bibit presul et decanus Bibit soror, bibit frater Bibit anus, bibit mater Bibit ista, bibit ille Bibunt centum, bibunt mille(...) | Bebe la señora, bebe el señor, bebe el soldado, bebe el cura, bebe el hombre, bebe la mujer, bebe el siervo con la criada, bebe el rápido, bebe el lento, bebe el blanco, bebe el negro, bebe el perseverante, bebe el vago, bebe el ignorante, bebe el sabio. Bebe el pobre y el desvalido, bebe el desterrado y el desconocido, bebe el muchacho, bebe el anciano, bebe el presidente y el decano, bebe la hermana, bebe el hermano, bebe el viejo, bebe la madre, bebe éste, bebe aquél, beben cientos, beben miles. |

## Carmina Burana(cantata)

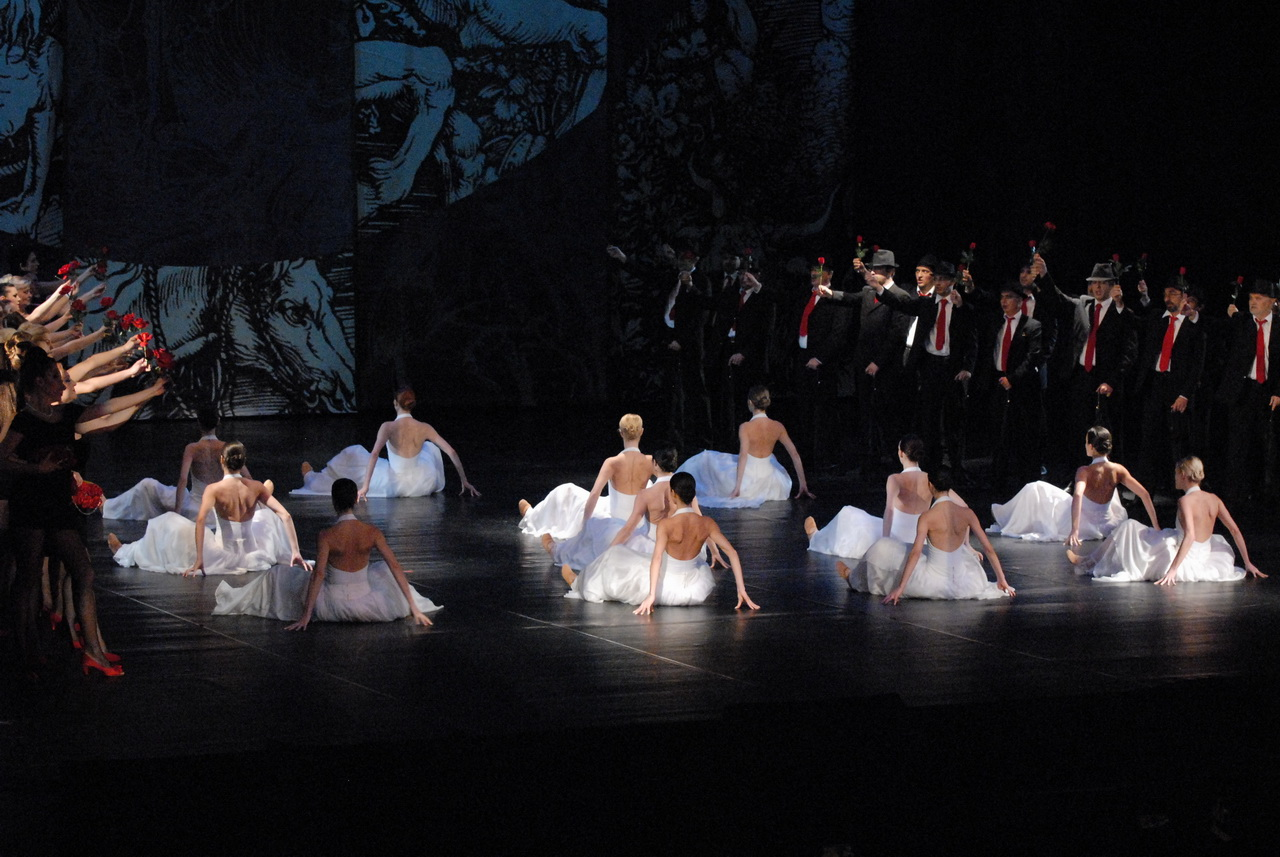
Representación de Carmina Burana, de Carl Orff.

Aunque existen otras versiones, la que más fama ha alcanzado de las que toman estos versos como base es la obra homónima de Carl Orff (1895-1982), un compositor alemán que puede ser enmarcado dentro de la corriente del neoclasicismo musical. Su versión, compuesta entre 1935 y 1936, fue presentada el 8 de junio de 1937 en la Alte Oper de Fráncfort del Meno, dirigida por Oskar Wälterlin.
Cármina Burana atrajo a Orff por lo diverso de sus versos, que eran tanto humorísticos como tristes o sugestivos. Entonces eligió unos veinte al azar y los arregló en crudas canciones para solistas y coro, acompañados por instrumentos y, según el subtítulo de la obra, «mágicas imágenes».
Este trabajo ejemplifica la búsqueda de Orff por un idioma que pueda revelar el elemental poder de la música, permitiendo al oyente experimentar la música como una fuerza primitiva y abrumadora. La poesía de los goliardos, que no solamente cantaba al amor y al vino, sino que también se burlaba de la clerecía, encajaba perfectamente en el deseo de Orff de crear una obra musical que apelara a la «musicalidad fundamental» que, como él creía, todo ser humano poseía. Absteniéndose de una desarrollada melodía y una compleja armonía y articulando sus ideas musicales a través de sonidos básicos y patrones rítmicos fácilmente discernibles, Orff creó un idioma que muchos hallaron irresistible. A pesar del notable sentimiento «primitivo» de Carmina Burana, Orff creía que la profunda llamada de la música no era meramente física.
La versión de Orff constituye, junto a Catulli Carmina y Triunfo de Afrodita, la trilogía Trionfi. Orff subtituló la composición: Cantiones profanæ cantoribus et choris cantandæ comitantibus instrumentis atque imaginibus magicis (en español: «Canciones laicas para cantantes y coreutas para ser cantadas junto a instrumentos e imágenes mágicas»).

### Estructura
La obra se compone principalmente de versos en latín, aunque cuenta con fragmentos en alto alemán medio y provenzal antiguo. Su fragmento más conocido es el «O Fortuna», que constituye la primera parte del preludio y que se repite al final de la obra.
En la cantata, además de la orquesta y coros, intervienen solistas (soprano, tenor, barítono), destacando su abundante y espléndida percusión.
De la colección completa de los Carmina Burana, Orff escogió veinticuatro canciones y las ordenó de modo que pudieran ser representadas en un escenario. En cuanto a la música, se amoldó a la sencillez de los textos. Aproximadamente la mitad de las piezas son canciones cuya melodía se repite en cada estrofa casi sin variantes, limitándose algunas veces a realizar simples escalas mayores o menores.
El ritmo es el encargado de dar variedad al conjunto, impidiendo así cualquier monotonía. Esta riqueza rítmica es, tal vez, la característica más importante de los Carmina Burana de Orff. Hay en la obra una clara influencia de las obras Las bodas y Edipo rey, de Ígor Stravinski (véase el Diccionario Groove de música).
La obra de Orff consta de una introducción, tres partes y un final, con un total de veinticinco números:
| Fortuna imperatrix mundi      |               |
| 1. O Fortuna                  | latín         |
| 2. Fortune plango vulnera     | latín         |
| I – Primo vere                |               |
| 3. Veris leta facies          | latín         |
| 4. Omnia sol temperat         | latín         |
| 5. Ecce gratum                | latín         |
| Uf dem Anger                  |               |
| 6. Tanz                       |               |
| 7. Floret silva               | latín         |
| 8. Chramer, gip die varwe mir | alemán        |
| 9. a) Reie                    |               |
| b) Swaz hie gat umbe          | alemán        |
| c) Chume, chum, geselle min   | alemán        |
| d) Swaz hie gat umbe          | alemán        |
| 10. Were diu werlt alle min   | alemán        |
| II – In taberna               |               |
| 11. Estuans interius          | latín         |
| 12. Olim lacus colueram       | latín         |
| 13. Ego sum abbas             | latín         |
| 14. In taberna quando sumus   | latín         |
| III – Cour d'amours           |               |
| 15. Amor volat undique        | latín         |
| 16. Dies, nox et omnia        | latín/francés |
| 17. Stetit puella             | latín         |
| 18. Circa mea pectora         | latín/alemán  |
| 19. Si puer cum puellula      | latín         |
| 20. Veni, veni, venias        | latín         |
| 21. In trutina                | latín         |
| 22. Tempus est iocundum       | latín         |
| 23. Dulcissime                | latín         |
| Blanziflor et Helena          |               |
| 24. Ave formosissima          | latín         |
| Fortuna imperatrix mundi      |               |
| 25. O Fortuna                 | latín         |

## Traducciones del texto al español
- Tarsicio Herrera Zapién. Nova Tellus[16]
- Carlos Montemayor. La poesía de los goliardos. Carmina Burana. Colección Cien del Mundo. México: Secretaría de Educación Pública, 1987/Joaquín Mortiz, 2000.[17]
- Letra del texto completo en el original y en español